# David Bintley
Sir David Julian Bintley (Huddersfield, 17 settembre 1957) è un ex ballerino, coreografo e direttore artistico britannico.

## Biografia
Nato ad Huddersfield, David Bintley ha studiato danza classica alla Royal Ballet School e nel 1976 è stato scritturato dal Birmingham Royal Ballet, all'epoca noto come Sadler's Wells Theatre Ballet.
La carriera da ballerino ha avuto breve durata e già dal 1978 il Birmingham Royal Ballet ha iniziato a commissionargli coreografie, facendo il suo debutto coreografico con il balletto The Outsider. Dal 1985 al 1995 è stato il coreografo fisso del Royal Ballet a Covent Garden e in questo periodo ha creato numerose coreografie di successo per la compagnia, tra cui Still Life at the Penguin Cafe (1988), Hobson's Choice (1989) e Tombeaux (1993). Hobson's Choice e Tombeaux gli sono valsi due candidature al Laurence Olivier Award per l'eccellenza nella danza, rispettivamente nel 1990 e nel 1993.
Nel 1995 è stato nominato direttore artistico del Birmingham Royal Ballet in seguito al ritiro di Sir Peter Wright e Bintley ha continuato a ricoprire la posizione fino al luglio del 2019, quando è stato sostituito da Carlos Acosta. In questi ventiquattro anni, Bintley ha ampliato notevolmente in repertorio della compagnia, coreografando dieci balletti in tre atti e dodici atti unici, oltre ad aver commissionato ad altri coreografi ventun nuovi balletti per il Birmingham Royal Ballet.
Oltre alla stretta collaborazione con le due maggiori compagnie di danza inglesi, Bintley ha coreografato balletti per alcune delle più importanti compagnie al mondo. Nel 1995 ha ottenuto vasti consensi di critica per il suo Edward II, portato al debutto dal balletto di Stoccarda e poi riproposto dal Birmingham Royal Ballet nel 1997; per questo balletto Bintley ha ottenuto la sua terza candidatura al Laurence Olivier Award per l'eccellenza nella danza. Dal 2019 è il co-direttore artistico del balletto del Nuovo teatro nazionale di Tokyo.